# Chemin de fer d'Aurigny
Le chemin de fer d'Aurigny est une ligne de chemin de fer créée en 1847 sur l'île Anglo-Normande d'Aurigny. L'unique ligne mesure environ 3 kilomètres de long et longe le plus souvent la côte.

## Histoire
Le chemin de fer d'Aurigny a été construit par le gouvernement britannique dans les années 1840 et inauguré en 1847. Son but initial était de transporter des pierres de la carrière de Mannez située à l'extrémité nord-orientale de l'île, près du phare de Mannez, pour construire une digue brise-lames pour le port de Braye situé sur la côte occidentale d'Aurigny juste au Nord de la ville de Sainte Anne et l'édification de forts. Quatorze wagons pouvaient transporter trois tonnes et demie de roches.
Dès 1854 et jusqu'en 1923, la voie ferrée est gérée par l'Amirauté britannique.
De 1923 à 1940, c'est la compagnie du granite des îles Anglo-Normandes Channel Islands Granite Co Ltd qui en prend la direction.
De 1940 à 1945, l'île est occupée par les forces allemandes. Ces derniers démantèlent la  voie normale et installent une voie étroite de 600 mm. Le vieux matériel roulant est expédié à Cherbourg.
De 1945 aux années 1970, la ligne est gérée par le British Home Office. La voie est restaurée et remise en voie normale. Du nouveau matériel roulant est apporté.
En février 1978, la Compagnie des chemins de fer d'Aurigny (Alderney Railway Co Ltd) est créée afin de continuer l'exploitation de la ligne sur le plan touristique avec la création d'un musée attenant. Le matériel est composé de rames déclassées du métro de Londres datant de 1959.